# 冷案 (2019年电视剧)
《冷案》，2019年中国刑侦剧。公安部金盾影视文化中心支援拍攝，由李媛、施诗、蒲萄、许愿、王雨、陈牧扬领衔主演，腾讯视频于2019年3月4日首播。

## 劇情
缉毒女警的罗英玮两个月前帶領特戰分隊在邊境剿滅毒窟，然而過程怪異重重，似乎有內奸洩漏導致警探臥底一死一傷，其餘兵員多人死傷，罗英玮自責调到平陵市公安局档案室冷板凳工作，档案室里的三个女警也各自都是被踢到這冷房的麻煩人物，然而卻各自有隱藏的專才，原本以為就此渡過下半生的她們發現一些塵封檔案中能挖掘出未破懸案的線索，看來冷板凳也有逐漸坐熱的一天，一樁樁久遠奇案在罗英玮縝密的才幹下突破，市局決定以她為核心成立冷案小組，此時毒梟組織的活動暗中襲來。

## 播出时间
| 频道     | 所在地   | 播映日期     | 播出时间 | 备注 |
| -------- | -------- | ------------ | -------- | ---- |
| 腾讯视频 | 中国大陆 | 2019年3月4日 |          |      |

## 演员列表

### 主要演员
| 演員   | 角色   | 介紹 |
| 李媛   | 罗英玮 | 原為緝毒女警，特戰分隊隊員，因行動中，傷亡過大，自責下，請調到平陵市公安局檔案室坐冷板凳。                                               |
| 施诗   | 蔡文心 | 2015屆省公安大學優秀畢業生，調入市局經偵支隊工作一年，由於不注意自我約束，多次違反警隊規定，所以被調到檔案室。省公安廳蔡剛廳長是其父親。 |
| 蒲萄   | 夏洛阳 | 2015屆省公安大學優秀畢業生，調入市局刑警隊辦公室任文員，多次在街頭違規執法，遭到市民投訴，所以被調到檔案室。                             |
| 许愿   | 冯壹   | 特招省立計算機系高材生，由於身體素質差，又有暈血的問題，所以影響在刑警隊的工作。                                                         |
| 王雨   | 蔡文斐 | 刑警隊隊長。 |
| 陈牧扬 | 張建明 | 副局長，毒販的內應。 |

### 其他演员
| 演員   | 角色      | 介紹 |
| 马歌   | 叶美玉    | 夏洛陽的好朋友。                                                                                               |
| 董畅   | 王良      | 偷走視頻監控，打電話報警說林老師那裏有性交易，使其被帶至派出所，而有不在場證據。在看守所內，殺死方睿，後自殺。 |
| 李诚儒 | 徐金      | |
| 王庆祥 | 蔡剛      | |
| 程煜   | 雷忠勇    | 剛正集團董事長                                                                                                 |
| 杨新鸣 | 林老師    | 失手殺死林慧。林曼此時正發高燒，林老師用酒精給其退燒。癌症病發，去世。                                         |
| 周依然 | 林慧/林曼 | 死因是頸部被掐窒息而死。而妹妹林曼此時正發高燒，林老師用酒精給其退燒。                                         |
| 陆思宇 | 方睿      | 設計讓林慧進入蘭亭雅舍，毀了林慧。在看守所內，被王良殺死。                                                     |
| 谭希和 | 孙大庆    | 強行上了喝了摻有安眠藥飲料的林慧。                                                                             |
| 娟子   | 劉嘉琳    | 雷忠勇前妻，雷平的母親。                                                                                       |